# N'Hara Fernandes
Pour les articles homonymes, voir Fernandes.
N'Hara Fernandes, née en 2006, est une nageuse angolaise.

## Carrière
N'Hara Fernandes remporte aux Championnats d'Afrique de natation 2021 à Accra la médaille de bronze sur 4 × 100 mètres quatre nages.